# 繁栄の守護者作戦
繁栄の守護者作戦（はんえいのしゅごしゃさくせん、Operation Prosperity Guardian）は、2023年以降にアメリカ合衆国が行った紅海におけるイエメン（フーシ派）の船舶攻撃を封じ込める一連の行動。

## 作戦行動に至る背景
2023年パレスチナ・イスラエル戦争が始まると、イエメン内戦を戦うフーシ派はハマースへの連帯を改めて表明。同年11月19日、フーシはイスラエルの船を拿捕したことを発表した。しかし、拿捕した船は日本郵船が運行していた自動車輸送船「ギャラクシー・リーダー」（バハマ船籍でイギリスの企業が所有）でイスラエルとは無関係であり、欧州からスエズ運河を経由してインドに向かう途中であった。日本政府は同年11月20日、フーシの行動を非難。フーシ派に強い影響力を有するイランも高官レベルの協議を通じて、フーシ派に対し船の引き渡しや船員の解放に向けて働きかけていると主張したが効果はなく、拿捕した船はイエメン北部サリーフの港でさらしものにされた。
この拿捕を皮切りにフーシ派の船舶への攻撃は、約1カ月半の間に少なくとも23回に上った。欧州の海運業者の中にはスエズ運河の利用を控える会社も現れ、物流コストの上昇などの実害も生じるようになった。同年12月18日、アメリカは「繁栄の守護者作戦」と称して、アメリカと有志国（イギリス、バーレーン、カナダ、フランス、イタリア、オランダ、ノルウェー、セーシェル、スペインなど）による多国籍部隊で紅海の巡回を開始することを発表した。

## 2023年の動き
2023年12月26日、フーシ派はイエメン沖を航行していたコンテナ船を攻撃したことを発表。同日、アメリカ中央軍は戦闘機と駆逐艦が紅海でドローン12機のほか、対艦弾道ミサイル3発、巡航ミサイル2発を撃墜したと発表。船舶への被害は無かったことを発表している。
同年12月31日、アメリカ軍は遭難信号を受けて出動したヘリコプターが、船舶に接近していた小型ボートから攻撃を受け、これを迎撃して3隻を撃沈したことを発表。フーシ派はボートが撃沈されて10人が死亡したことを認め、イスラエルに向かう船舶を阻止するフーシ派の人道的・道徳的義務をアメリカが妨害したと主張した。

## 2024年の動き
その後もフーシ派は船舶への攻撃を継続したことから、2024年1月1日、ジョー・バイデン大統領は国家安全保障チームの会議を招集し、同盟国など11カ国（日本、オーストラリア、バーレーン、ベルギー、イギリス、カナダ、デンマーク、ドイツ、イタリア、オランダ、ニュージーランド）に呼びかけ、同年1月3日にフーシ派に対し攻撃中止と拿捕した船舶と乗組員の解放を求める共同声明を発表した。
2024年1月9日、フーシはイラン製の無人攻撃機（ドローン）と対艦巡航ミサイル、対艦弾道ミサイルを用いた過去最大規模の攻撃を紅海航行中の船舶に向けて実施。これにアメリカの航空母艦「アイゼンハワー」から発進した戦闘機、ミサイル駆逐艦「グレーヴリー」、「ラブーン」、「メイソン」、イギリスの駆逐艦「ダイヤモンド」が反撃を行い、無人機18機と対艦巡航ミサイル2発、対艦弾道ミサイル1発を撃墜した。フーシ側の報道官は攻撃を「イスラエルに支援を提供するアメリカの船舶を標的にしたもの」であるとし、「アメリカの敵対勢力による我が海軍部隊に対する不誠実な攻撃（12月31日にアメリカ軍がフーシのボートを攻撃したもの）への初動対応として実施された」とコメントした。1月10日、国連安全保障理事会は、フーシによる紅海の海運を標的とした攻撃の停止を求める決議案を採択した。
2024年1月11日、アメリカ軍とイギリス軍はフーシ派を弱体化することを目的にイエメン各地のフーシ派のドローン、ミサイル、レーダー、航空監視システムなどの12ヶ所を標的に空爆を実施。(2024年のイエメンへのミサイル攻撃)しかしアメリカ中央軍は本作戦は繁栄の守護者作戦とは無関係であると発表している。
翌1月12日、フーシ派は再び紅海を航行していた商船に向けて対艦弾道ミサイルを発射。ミサイルは命中しなかったが、アメリカ軍は再びフーシ派のレーダー施設を空爆した。

## その後
2025年1月19日にイスラエルとガザ地区の間で一時停戦が発効したことを受け、フーシ派は1月22日に『ギャラクシー・リーダー』の船員25人を解放したが、船は未だ引き渡していない。